# Ande Dona Ndoh
Andé Dona Ndoh est un footballeur camerounais né le 22 mai 1986 à Meanja au Cameroun. Il a évolué au poste d'attaquant entre 2005 et 2021. Le 24 août 2018, il dépasse le record de 53 buts de Joël Bossis et devient ainsi le meilleur buteur de l'histoire des Chamois Niortais.

## Biographie
Andé Dona Ndoh a commencé sa carrière au Cameroun à l'Unisport de Bafang. Il termine deuxième meilleur buteur du championnat et signe en février 2005 au SCO Angers alors sous les ordres de Jean-Marc Nobilo. Non conservé par le club angevin, Jean-Marc Nobilo le ramène avec lui au Havre AC pour intégrer l'équipe réserve en premier lieu. Il inscrit 19 buts en faveur de l'équipe réserve du Havre (CFA2) lors de la saison 2006-2007. Il intègre le groupe professionnel la saison suivante. 
En manque de temps de jeu, il est prêté à l'US Luzenac (CFA) lors de la saison 2008-2009. Il réalise une saison excellente en marquant 14 buts en CFA et en étant un des grands artisans du titre de champion de CFA du club. Il revient au Havre AC lors de l'été 2009 avec l'ambition de jouer mais ne parvenant pas à s'imposer il rejoint le FC Rouen (National) à la fin de la saison. Sa saison avec Rouen est bonne puisqu'il inscrit un total de 13 buts en championnat.
Passé à Luzenac Ariège Pyrénées en National en 2012, il brille lors de la saison 2013-2014, finissant largement meilleur buteur du championnat. En fin de contrat à Luzenac à la fin de saison 2013-2014, il s'engage avec les Chamois niortais pour une durée de trois ans. 
Le 23 mai 2019, alors libre, il s'engage pour deux ans à l'AS Nancy-Lorraine.
Le 28 août 2021, il revient au Chamois niortais mais cette fois-ci dans le staff.

### Carrière
- 2004 :  Unisport Bafang
- Janvier à juin 2005 :  SCO Angers[1],[2]
- 2005-2007 :  Le Havre AC B (CFA2, 22 matchs, 19 buts)
- 2007-2010 :  Le Havre AC (Ligue 2, 2 matchs)
  - 2008-2009 : US Luzenac (CFA, 30 matchs, 14 buts) (prêt)
- 2010-2012 :  FC Rouen (National, 35 matchs, 13 buts)
- 2012-2014 :  US Luzenac  (National, 53 matchs, 28 buts)
- 2014-2019 :  Chamois niortais (Ligue 2, 167 matchs, 59 buts)
- 2019-2021 :  AS Nancy-Lorraine (Ligue 2)

## Palmarès
- Champion de France de Ligue 2 en 2008 avec Le Havre
- Champion de France de CFA en 2009 avec l'US Luzenac
- Vice-champion de France de National en 2014 avec l'US Luzenac
- Meilleur buteur de National en 2014 avec 22 réalisations